# John of Ufford

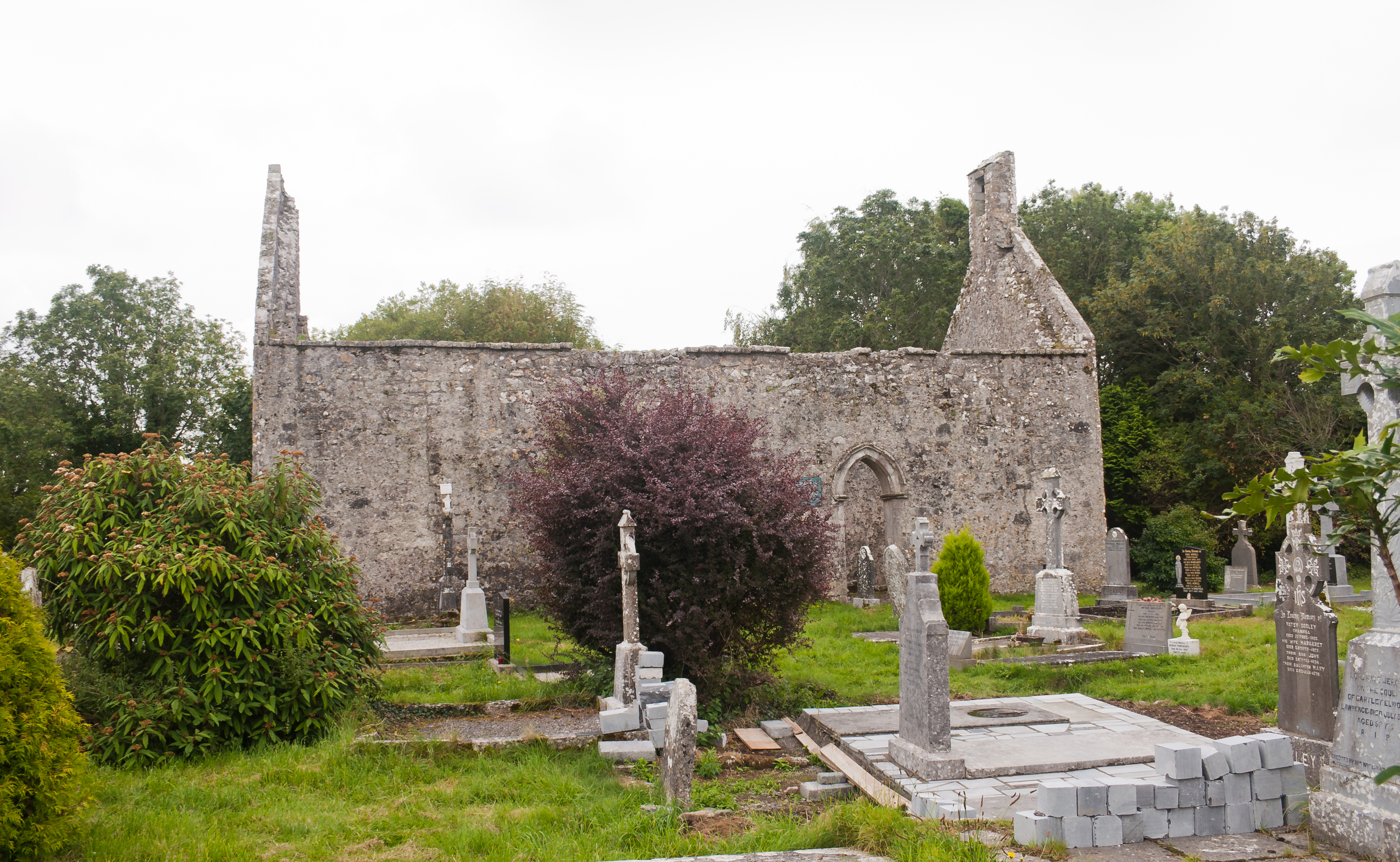
Die Ruine der Kathedrale von Annaghdown

John of Ufford († nach 1289) war ein Bischof des irischen Bistums Annadown.

## Leben
Ufford erhielt seinen Namen nach dem Dorf Ufford im englischen Suffolk, wo sein älterer Bruder Robert Ende des 13. Jahrhunderts Vasall der Bischöfe von Ely und der Earls of Norfolk war. Vermutlich hatte sein Bruder diese Besitzungen vor 1256 von ihrem Vater geerbt, wobei der Name und der Stand ihres Vaters unbekannt sind. John of Ufford schlug als jüngerer Sohn eine geistliche Laufbahn ein. Vermutlich Ende 1280 oder zu Beginn 1281 kam er als Master John of Ufford nach Irland, wo sein Bruder zu dieser Zeit Justiciar und damit Stellvertreter des Königs war. Durch den Einfluss seines Bruders wurde John Archidiakon von Annadown in Galway. Sein Bruder wurde im November 1281 abgelöst und kehrte nach England zurück. 1283 wurde John of Ufford zum Bischof von Annadown gewählt. Die Temporalien dieses Bistums waren jedoch bereits in den 1230er Jahren dem Erzbistum Tuam übertragen worden. John reiste zum Papst nach Rom, um die Güter für sich zu beanspruchen, blieb jedoch auch dort erfolglos. Ohne sein Amt als Bischof je angetreten zu haben, verzichtete er um 1289 auf seinen Anspruch. Erst 1306 wurde der aus Irland stammende Gilbert Ó Tigernaig zu seinem Nachfolger gewählt.